# Symplocos austin-smithii
Symplocos austin-smithii är en tvåhjärtbladig växtart som beskrevs av Paul Carpenter Standley. Symplocos austin-smithii ingår i släktet Symplocos och familjen Symplocaceae. Inga underarter finns listade i Catalogue of Life.